# Теапа
Теапа (исп. Teapa) — город в Мексике, в штате Табаско, входит в состав одноимённого муниципалитета и является его административным центром. Численность населения, по данным переписи 2020 года, составила 29 068 человек.

## Общие сведения
Название Teapa с языка науатль можно перевести как: каменная река.
Первоначально поселение было основано в доиспанский период народом соке.
Во время колонизации, в 1522 году поселение стало энкомьендой под управлением Берналя Диаса дель Кастильо.
В 1715—1725 годах в Теапе была построена церковь Апостола Иакова.
27 октября 1826 года к названию поселения было добавлено имя Апостола Иакова, став Сантьяго-де-Теапа и получило статус вильи, а 4 января 1851 года поселение получило статус города.
После войны кристерос проводилась борьба с именами святых в названиях населённых пунктов, и городу вернулось название Теапа.

## Население
| Год  | Численность | Численность |
| ---- | ----------- | ----------- |
| 2000 | 24 403      | [ 6 ]       |
| 2005 | 26 140      | [ 7 ]       |
| 2010 | 26 548      | [ 8 ]       |
| 2020 | 29 068      | [ 9 ]       |

## Кинематограф
В городе проходили съёмки нескольких сериалов:
- «Строптивая» (1986);
- «Связанные одной цепью» (1989);
- «Обними меня крепче» (2000);
- «Сердца на пределе» (2003—2004);
- «Раны любви» (2006).

Также здесь проходили съёмки фильма Оскара Фигероа — «En un Clarooscuro de la Luna» (1994).